# Rudolf Livora
Rudolf Livora (25. dubna 1884 Bakov nad Jizerou – 1. ledna 1958 Bakov nad Jizerou) byl český malíř, ilustrátor, grafik, loutkář a středoškolský pedagog.

## Život
Narodil se v Bakově nad Jizerou do rodiny krejčovského mistra, hrobníka a ochotnického herce Josefa Livory. Mezi lety 1901–1907 studoval na umělecko-průmyslové škole v Praze. Poté učil na Zemské škole gobelínové ve Valašském Meziříčí. Téměř třicet let vyučoval na reálce v Hodoníně a v Praze XII. V Hodoníně založil loutkové divadlo v tělocvičně Sokola. V roce 1912 se stal funkcionářem Českého svazu přátel loutkového divadla. Mezi lety 1922–1927 působil jako výtvarník loutkového divadla v Hodoníně. V penzi žil v Bakově nad Jizerou.

## Dílo (výběr)
Kromě níže uvedeného tvořil Livora také návrhy gobelínů, ex libris, diplomy, plakáty, scény pro ochotnické divadlo a loutky. Navrhoval také sgrafita na novostavby v Bakově nad Jizerou.

### Obrazy
- Figurální výjevy ze Slovácka a Slovenska: Děvče od Trnavy, Dřeváčkář, Šohaj z Lužic[2]
- Krajiny: Jihočeská krajina, Mirotice, Jizerní ulička, Michalovice, Pohled na Bakov od Jizery, Starý špitál a hřbitovní brána, Zásadka, Zvířetice

- Oltářní obraz sv. Petra a Pavla v kapli ve Veselé[6]

### Ilustrace
- Eduard Štorch, Karel Sellner: První lidé v Čechách (1910)[7]
- Karel Sellner: Bohdar (1924)[7]
- Karel Sellner: V tajemné zemi (1925)[3][7]
- Karel Sellner: Pohádky májových večerů (1925)[7]
- Sborník Boleslavan[2] (1926–1938)[7]
- Karel Sellner: Poslední (1928)[7]
- Karel Sellner: Tajemný rytíř (1931, 1994)[7]
- Karel Sellner: Petrovský (1946, 1996)[7]

### Výstavy

#### Autorské
- 1905, Radnice Bakov nad Jizerou[3]
- 20. prosinec 1918, Diplom T. G. Masarykovi, Topičův salon, Praha[8]
- 1937, Radnice Bakov nad Jizerou[3]
- 1944, Mazáčova síň, Praha[3]
- 1956, Bakov nad Jizerou[3]
- 1974, Bakov nad Jizerou[3]
- 1984, Bakov nad Jizerou[3]

#### Kolektivní
- 1921–1922, Loutkářská výstava, Topičův salon, Praha[5]
- 1925, Výstava Zemské gobelínové a kobercové školy ve Valašském Meziříčí, Topičův salon, Praha[5]
- 1939, Gobeliny a koberce zemského gobelinového a kobercového ústavu ve Valašském Meziříčí, Topičův salon, Praha[5]
- 1985, Tapiserie: umění a řemeslo, Dům umění města Brna, Brno[5]